# Brian Lima
Brian Pala Lima (* 25. ledna 1972, Apia) je bývalý samojský ragbista, který hrál na křídle a tříčtvrtce. V roce 2011 byl jmenován do světové síně slávy rugby. V roce 2014 dostal Řád za zásluhy pro Samou.  
Účastnil se MS 1991 až MS 2007. Jako první hráč dokázal hrát za svou zemi na pěti světových šampionátech a položit na čtyřech mistrovství světa aspoň jednu pětku. Za Samou odehrál 67 zápasů a připsal si 31 pětek. Měl přezdívku Chiropraktik pro svou hodně tvrdou hru. S Auckland Blues vyhrál v roce 1997 Super 12. Se Stade Francais vyhrál v roce 2000 francouzskou ligu. 
V roce 2005 se zúčastnil charitativního zápasu za tým jižní polokoule na podporu obětí tsunami v Indonésii. Byl trenérem Samoy, nicméně v prosinci 2013 rezignoval kvůli napadení a ublížení na zdraví své bývalé ženy. Za pět obvinění byl na dva roky odsouzen k dozoru. V roce 2024 trénuje sedmičkovou reprezentaci Samoy.

## Klubová kariéra
- 1990–92 Marist St.Joseph
- 1992–96 Ponsonby
- 1996 Otago Highlighters
- 1997 – 1998 Auckland Blues
- 1999 Otago Highlighters
- 1999–01 Stade Francais
- 2001–02 Swansea
- 2003–04 Secom Ruggets
- 2004–05 Munster
- 2005–07 Bristol